# Ettore Caracciolo
Il barone Ettore Antonio Caracciolo (Bianco, 3 gennaio 1933 – Milano, 22 agosto 2011) è stato uno psicologo italiano.
Primo comportamentista italiano, i suoi campi d'interesse sono stati la metodologia, la statistica e l'applicazione di tecniche comportamentali per il recupero di soggetti con disabilità intellettiva e autismo.

## Biografia
Laureatosi in medicina all'Università degli Studi di Milano, ha frequentato l'Istituto di psicologia diretto da Marcello Cesa-Bianchi. Vinto il concorso per assistente ordinario e ottenuta la funzione di aiuto, ha conseguito la libera docenza in psicologia presso la Facoltà di scienze della Statale. Nel 1972 ha organizzato presso il Centro Europeo dell'Educazione di Villa Falconieri a Frascati il convegno internazionale "Recenti sviluppi nella psicologia dell'apprendimento", al quale hanno partecipato eminenti figure della psicologia come Fred Simmons Keller, Joseph Nuttin, Hans Eysenck, Luigi Meschieri, Victor Meyer, Cesa-Bianchi, Marc Richelle e Isaías Pessotti. Questo congresso ha segnato la storia dello sviluppo del comportamentismo in Italia: infatti, si formò un gruppo di ricercatori attorno alla figura di Caracciolo e all'internato dell'Istituto di psicologia della Facoltà di medicina di Milano che arrivò a sviluppare tematiche teoriche dell'analisi del comportamento e applicazioni nel campo dell'educazione normale e speciale.
Dopo aver vinto il concorso per la cattedra di professore ordinario, si è trasferito all'Università degli Studi di Messina prendendo servizio il primo novembre 1975. Nel 1986 gli è stato affidato l'incarico di insegnamento di psicologia clinica alla Facoltà di Medicina dell'Università Statale di Milano, dove è rimasto fino al pensionamento. Ha curato e scritto l'introduzione alla seconda edizione italiana del manuale Statistica non parametrica di Sidney Siegel e Norman John Castellan, uno dei classici della teoria della misurazione, pubblicata dalla casa editrice McGraw-Hill nel 1992.
Sposatosi in seconde nozze con la psicologa Silvia Perini, è morto presso l'ospedale Fatebenefratelli di Milano.

## Opere
- Ettore Caracciolo, L'intelligenza e la sua misura: dal quoziente intellettuale all'analisi fattoriale, Firenze, Le Monnier, 1976, ISBN 9788800700252.
- Ettore Caracciolo e Paolo Moderato, Fattori sociali e tecnologie d'apprendimento, Messina, Carbone, 1979.
- Ettore Caracciolo e Francesco Rovetto (a cura di), Handicap: nuove metodologie per il ritardo mentale, Milano, FrancoAngeli, 1988.
- Ettore Caracciolo e Francesco Rovetto (a cura di), Ritardo mentale: strategie e tecniche d'intervento, Milano, FrancoAngeli, 1994.